# Tachigata tōrō
Tachigata tōrō (立ち灯籠) of tachi-dōrō (stenen sokkel- of platformlantaarns, 'staande lantaarns') zijn op een platform staande, stenen lantaarns (ishi-dōrō). Tachigata tōrō gelden als het prototype van de tōrō (Japanse lantaarns) en komen voor in tientallen vormen en typen. Tachigata tōrō kunnen vergeleken worden met op een platform en een kolom geplaatste tsuri-dōrō (metalen, hangende lantaarn). De verschillende onderdelen van de lantaarn zijn gewoonlijk rond of cilindrisch, vierkant of zeshoekig. Het basale platform (kiso) is altijd aanwezig en de vuurkist (hibukuro) is versierd, bijvoorbeeld met snijwerk van herten, pioenen of zon-en-maan-symbolen.
Tot tachigata tōrō worden o.a. gerekend: enshūgata tōrō, Kasuga-dōrō (Kasuga lantaarns / tempellantaarns), miyatachigata tōrō (vierkante lantaarns, schrijnlantaarns), okunoingata tōrō, sangatsudōgata tōrō, shiratayūgata tōrō, shinzengata tōrō, uzumasagata tōrō, yose-dōrō (samengestelde stenen lantaarns), yūnoki-dōrō (citroenboom-lantaarns) en zendōjigata tōrō.
| Traditionele lantaarns in Japan, hoofdgroepen. | Traditionele lantaarns in Japan, hoofdgroepen. | Traditionele lantaarns in Japan, hoofdgroepen. | Traditionele lantaarns in Japan, hoofdgroepen. | Traditionele lantaarns in Japan, hoofdgroepen. | Traditionele lantaarns in Japan, hoofdgroepen. |
| Onderdelen tōrō                                | Onderdelen tōrō                                | Onderdelen tōrō                                | Traditionele materialen                        | Traditionele materialen                        | Traditionele materialen                        |
| ---------------------------------------------- | ---------------------------------------------- | ---------------------------------------------- | ---------------------------------------------- | ---------------------------------------------- | ---------------------------------------------- |
| platform, sokkel                               | schacht, zuil                                  | opmerkingen                                    | steen ↓ Ishi-dōrō ↓                            | metaal ↓ Kana dōrō ↓                           | hout, bamboe                                   |
| kiso, dai, jirin                               | sao                                            | \| plat- form- lan- taarns \| → Dai-dōrō → \|  | Tachigata tōrō                                 | Kinzoku tōrō                                   | Mokusei tōrō                                   |
| kiso, dai, jirin                               | sao                                            | \| plat- form- lan- taarns \| → Dai-dōrō → \|  | Nozura-dōrō                                    | Kinzoku tōrō                                   | Mokusei tōrō                                   |
| –                                              | ingegraven                                     | schachtlantaarns                               | Ikekomigata tōrō                               | …                                              | Mokusei tōrō                                   |
| → 1-6 benen                                    | → 1-6 benen                                    | kasa groot                                     | Yukimigata tōrō                                | …                                              | Andon Bonbori Chōchin                          |
| –                                              | –                                              |                                                | Okigata tōrō                                   | Tsurigata tōrō                                 | Andon Bonbori Chōchin                          |
| aangepaste pagode (tō)                         | aangepaste pagode (tō)                         | aangepaste pagode (tō)                         | Tōgata tōrō                                    | Tōgata tōrō                                    | Andon Bonbori Chōchin                          |
| plat- form- lan- taarns                        | → Dai-dōrō →                                   |                                                |                                                |                                                |                                                |

Dai-dōrō, letterlijk: platformlantaarn, is een algemene naam voor platformlantaarns van diverse materialen als steen, metaal, hout of (zelden) porselein. De tachigata tōrō zijn stenen lantaarns (ishi-dōrō), waartoe verder nog gerekend kunnen worden: ikekomigata tōrō (ingegraven lantaarns), yukimigata tōrō (sneeuwtonende lantaarns), okigata tōrō (verplaatsbare, zittende lantaarns) en nozura-dōrō (ruw-stenen lantaarns).

## Bouw en typen
Tachi-dōrō zijn stenen lantaarns met ten minste vijf gestapelde elementen, en verwijst daarmee naar de samenstelling van Japanse pagoden. De belangrijkste onderdelen zijn van boven naar beneden: hōju ('heilig juweel') en ukebana (lotusbloem), kasa (dak), hibukuro (vuurkamer), chūdai (middenplatform), sao (zuil) en kiso (sokkel of platsform). De onderdelen zijn gewoonlijk cilindrisch, vierhoekig of zeshoekig. De meeste onderdelen kunnen gestileerd of juist weer versierd zijn, vooral de gegoten metalen lantaarns.
HōjuHōju of hōshu, soms ook kūrin of hōrin genoemd, is het voor het boeddhisme 'heilig juweel', dat de macht zou hebben om het kwaad te verdrijven, corruptie te reinigen en wensen te vervullen. Hōju en ukebana vormen structureel min of meer een geheel en worden met hun bijbehorende onderdelen hier dan ook gezamenlijk besproken.
De hōju is een met een piron vergelijkbaar top-ornament in de vorm van een bol, een ui of een druppel, afhankelijk van de periode van herkomst van de lantaarn. Een hōju lijkt op de bloemknop van de heilige lotus (Nelumbo nucifera). De lotus is in het hindoeïsme en het boeddhisme een symbool van zuiverheid.
De hōju is bij metalen lantaarns (en bij Japanse pagodes) voorzien van een kaen, een vlamdecoratie. Kaen is een aureool, stralenkrans of nimbus en staat symbool voor vuur, damp of rook van een draak. De hōju die is voorzien van een decoratie van opstijgende vlammotieven wordt kaen hōju genoemd. Ook andere versieringen van de hōju komen voor.
De hōju staat op een kakikubi (die de vorm heeft van een hals of nek) in de ukebana ('ontvangende bloem').
De ukebana of 'ontvangende bloem' symboliseert de heilige lotus en bestaat uit een krans van meestal met 8 goed herkenbare bloemblaadjes van de heilige lotus. Hieruit ontspringt de hōju.
De ukebana staat op een fukubachi, een omgekeerde komvorm, die wel vergeleken wordt met de vorm van een Indische pagode. Het kleine, omgekeerd komvormige armatuur is geplaatst op een doosvormige deksel, het 'dauwbekken' (roban), zoals deze voorkomt boven de top van een puntdak of zes- of achtkantige daken van zeshoekige of achthoekige hallen die meestal te vinden zijn bij boeddhistische tempels.
KasaKasa  (笠, かさ) is het dak, kap of 'paraplu' boven de lampenkamer. Het dak is een zeshoekige, vierkante of ronde, conische, piramidale of paddenstoelvormige paraplu die de vuurkast van boven afdekt en beschermt.
De top van het piramidale dak wordt afgedekt door een dekseltje: roban. Roban, afkorting van shōroban, ook masugata genoemd, is de doosachtige structuur die over een top van een dak is geplaatst. Roban dient als een standaard en is gemaakt van metaal of steen. Oorspronkelijk slaat de naam op een hele torenspits of pinakel (sōrin), of op het druppel- of uivormige kroonornament, de piron (hōju). Roban verwijst nu naar de doosvormige structuur die over een puntdak is geplaatst. Om lekken te voorkomen was een afdekking noodzakelijk. Het aantal zijden van een roban hangt af van het aantal secties die het dak vormen. De meeste waren vierkant, maar zeshoekige of achthoekige waren nodig wanneer het dak zes of acht secties heeft. Roban waren in de vroege eeuwen vrij laag in vergelijking met de hoogte van de later omgekeerd komvormige fukubachi, geplaatst op de roban . De verhoudingen van de roban veranderden in latere periodes.
De kasa, letterlijk: paraplu, is het zeshoekige, vierkante of ronde, conische, piramidale of paddenstoelvormige dakdeel van een lantaarn dat fungeert als een paraplu boven de lampenkamer (hibukuro). De daklijn is van boven naar de rand meestal in een hol-bol patroon geconstrueerd, maar het kan gewelfd zijn of een golvende omtrek hebben. Aan de kasa zijn vaak nog onderscheidbaar: de ribben (kudarimune) en de warabite waaraan eventueel nog windklokken (fūtaku) hangen.
Kudarimune zijn de ribben als hoekkepers van de kasa, de aflopende nokken of verhoogde stroken die vanaf de top van een dak naar de rand lopen. Deze nokken kunnen ontbreken, bijvoorbeeld als er een gladder, meer paddenstoelvormig dak is. De bij de dakrand uittredende hoekkepers vormen de warabite. Warabite ('varenspruiten') zijn ornamenten met een gebogen vorm als gekrulde varen-scheuten. Ze zijn te vinden als onderdeel van het dak of 'paraplu' (kasa) van een lantaarn, maar ook op de onderste rand van versieringen van windveren (gegyo), op de lateien (kasagi) en nokken van leuningen (kōran). Fūtaku zijn kleine decoraties in de vorm van een windklokjes of belletjes, die bij metalen lantaarns worden toegepast aan de warabite.
HibukuroHibukuro (火袋) is de vuurkamer, lampenkamer of 'vuurzak', het hoofdgedeelte van de lantaarn, en de plaats waar het vuur wordt aangestoken. De hibukuro is cilindrisch, vierkant, zeshoekig of achthoekig. De vuurplaats bevindt zich onder het dak of 'paraplu' (kasa) van de lantaarn. Het vuur zelf wordt meestal geproduceerd door een oliekous aan te steken. De lichtopeningen zijn vaak geometrische basispatronen, maar kunnen kwart of halve manen en andere fantasierijke openingen omvatten. Heel vaak bedekt papier dat op een houten frame is geplakt de openingen om een zachte, aangename gloed te geven. Hibukuro bestaat van boven naar beneden uit drie delen: kamiku, de bovenzijde; nakaku, het middenstuk; en shimoku, een met een rozet versierd onderste gedeelte van de lampkamer.
Kamiku is het bovenste onderdeel van de vuurkamer van de Japanse lantaarn en soms nauwelijks vorm gegeven.
Nakaku is het middenstuk van de hibukuro met de ruimte voor het vuur. Het middenstuk heeft een venster naar de vuurkamer, ensō, gebruikt als een aansteekopening in de zijvlakken van de vuurkamer, en de zijvlakken met de lichtopeningen: higuchi. Higuchi (灯口, 火口) is een wandpaneel (met openingen voor het licht of gesloten met decoraties) van de zijvlakken van de vuurkamer, maar ook kan de vuurkamer als geheel wordt wel aangeduid met higuchi.
Shimoku is een soms met een rozet van bloembladmotieven versierd, onderste gedeelte van de lampenkamer van een lantaarn.
ChūdaiChūdai, uke, ukedai, ukebachi of shumiza is het centrale of middelste platform onder de vuurkamer of vlamhouder (hibukuro) van een lantaarn. De chūdai is rond, vierkant, zeskantig of achtkantig. Hierop staat het volgende element, de vuurkamer. De chūdai kan rond, vierkant of zeshoekig zijn.
Renben (蓮弁), letterlijk: bloemblad van de heilige lotus, is het geheel van decoratieve bloembladen van de lotusbloem aan de onderzijde van de chūdai.
SaoSao (竿; 棹) is een rechtopstaande schacht, pilaar, kolom, zuil of paal, rond of vierkant in dwarsdoorsnede, soms met karakters of dieren versierd.
De sao ondersteunt alle er boven liggende delen van de lantaarn vanaf het middenplatform (chūdai), inclusief de vuurkist (hibukuro). In dwarse doorsnede is deze cirkelvormig, vierkant of zeskant. De sao is soms versierd, bijvoorbeeld met karakters of dierenmotieven, of er kan een decoratie van een of drie banden zijn (fushi, knopen) nabij het midden van de pilaar zijn, of is de pilaar daar op halve hoogte juist op zijn dunst.
Bij bepaalde typen lantaarns, die met hun schacht direct in de bodem zijn ingegraven, ontbreekt de sokkel of basale platform (kiso). Ook bij lantaarns van het type yukimi-dōrō ontbreekt de kiso en staat de lantaarn op één of meer poten. Er zijn ook typen lantaarns die staan op één enkele, scheefstaande (bij rankeigata tōrō), op twee (kotoji-dōrō), of op tot wel zes poten, of 'sneeuwkijkende' lantaarns (yukimi-dōrō).
KisoKiso, jirin of dai (基礎) is de sokkel, het 'fundament', de basis of het basale platform van de zuil. In het algemeen is kiso bij bouwwerken een onderliggende structuur die een daarboven gelegen structuur draagt. De kiso kan bij grotere lantaarns een tot zes treden hebben, vergelijkbaar met die van een kleine Japanse pagode of gorintō. Het basale platform of sokkel is gewoonlijk zeshoekig of rond. Er kan een decoratie aanwezig zijn, zoals de kaeribana, die bestaat uit een omgekeerd lotusmotief boven op de basis.
Ukeza (受座) is de vernauwing of inkeping tussen de sokkel (kiso) en de stam of schacht (sao) van een Japanse lantaarn (tōrō).
Kaeribana (反花), afkorting van kaeribanaza (反花座), ook soribana (反り花), is bij lantaarns een omgekeerd lotusmotief, zoals dat onder andere te vinden is op de sokkel (kiso) van een Japanse lantaarns (tōrō). Er zijn eenvoudige eenlagige ontwerpen (isshu) en meer complexe meerlagige ontwerpen (hasshu). Het midden van elk bloemblad van het enkellaags type is in tweeën gedeeld; twee enkele bloembladen gelaagd op elkaar worden hasshu genoemd. De ruimtes tussen de bloembladen worden ingevuld met eenvoudige vormen die kobana worden genoemd.
KidanKidan (基壇) (of dai, 台) is bij lantaarns een onderste podium, platform of ondergrond, waarop de kiso staat. Een apart gevormde kidan is bij niet altijd aanwezig of te onderscheiden.
Kidan is tevens een speciaal type platform of podium, geassocieerd met boeddhistische tempelgebouwen uit de 7e tot de 12e eeuw. Stenen podia werden tot het einde van de 12e eeuw voornamelijk voor tempelgebouwen gemaakt. Een nieuw type podium, gemaakt van een met gips bedekte heuvel (kamebara) onder een gebouw dat was omgeven door een veranda, verving geleidelijk aan de stenen podia voor tempelgebouwen uit de vroege Heian-periode.
| Verschillende typen van Tachigata tōrō                                                                                               |
| --- |
| - Wit porseleinen lantaarn - Metalen lantaarn bij tempel - Ishi-dōrō bij tempel - Ishi-dōrō bij het water - Enshū-dōrō voor een tuin |

## Gebruik
Ishi-dōrō (石燈籠) is een stenen lantaarn (Tōrō). Ishi-dōrō werd oorspronkelijk met boeddhisme vanuit China via Korea naar Japan gebracht, in de Asuka-periode als een votieflamp geplaatst voor een Boeddhahal, en uit de Heian-periode is het zowel bij Shinto-heiligdommen als bij boeddhistische tempels gebruikt. De toepassing dateert vooral in de Japanse tuin uit de ontwikkeling van de theetuinstijl in het Momoyama-tijdperk en vanaf de Edo-periode is het een essentiële tuinfaciliteit geweest.
Voor wat betreft de horizontale omtrek van de vuurkamer (hibukuro) of van het dak (kasa), het achthoekige type verscheen in de Nara-periode, het zeshoekige type van de late Heian-periode tot de Kamakura-periode, het vierkante type in het midden van Kamakura-periode, en driehoekige, ronde en onregelmatige vormen verschenen aan het begin van de Edo-periode.
| Tachigata tōrō - stenen platformlantaarns |
| --- |
| - Kanzaki Konpira ishi-dōrō - Morikami Museum and Japanese Gardens ishidōrō - Aso Jinja, Hamura, Tokyo - Otani ishi-dōrō - Tozenji ishi-dōrō - Ruïnes van Nan'yo Shrine ishi-dōrō - Tenjinja ishi-dōrō - ishi-dōrō bij het water - Als vuurtoren gebruikte lantaarn |

## Typen lantaarns

### Enshūgata tōrō
Enshūgata tōrō heeft de naam gekregen van naar de enshū-dōrō lantaarns. Enshūgata tōrō (遠州形灯籠) is een type tuinlantaarn. Een enshūgata tōrō is over het algemeen zeskantig en heeft een opvallend hoge kap (kasa) (als een uitgerekte bolhoed) met hoekrollen (warabite), en korte stam (sao). De vuurkamer (hibukuro) heeft arabeske oppervlaktedecoraties van Chinees gras- of bloemenmotief (karakusamon). Enshūgata tōrō is vergelijkbaar met de Kasuga-dōrō.
| Enshū-dōrō                                 |
| ------------------------------------------ |
| - Enshū-dōrō - Lantaarns in de Enshū-stijl |

De lantaarn is genoemd naar Kobori Enshū (小堀遠州), een pseudoniem van Kobori Masakazu (小堀政一). Hij gebruikte ook het pseudoniem Kohō. Kobori Enshū was een feodale heer uit de vroege Edo-periode (1603 – 1868). Hij is vooral bekend geworden als architect en tuinontwerper onder andere voor het keizerlijke huishouden.

### Kasuga-dōrō

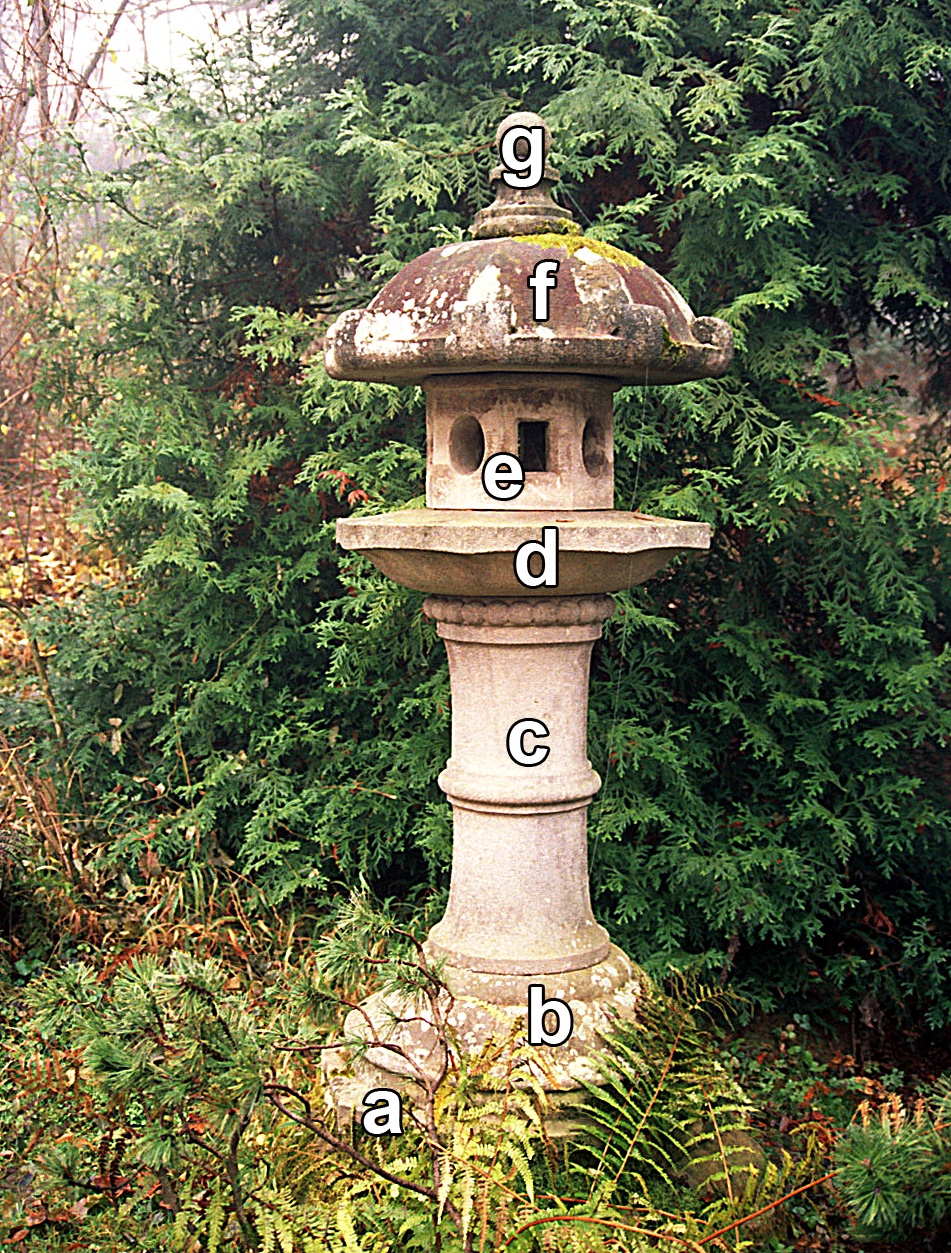
Kasuga-dōrō met:
a = kidan; b = kiso; c = sao; d = chūdai; e = hibukuro; f = kasa; g = hōju

Kasuga-dōrō (春日燈籠), Kasuga lantaarn of tempellantaarn is een standaardtype van een stenen lantaarns (Ishi-dōrō) zoals die te vinden zijn bij het heiligdom van Kasuga in Nara. Kasuga-dōrō (Kasuga-lantaarn) is vernoemd naar Kasuga-taisha, en is veel voorkomende type van hoge en smalle lantaarns bij tempels en bij heiligdommen. Ze worden vaak gevonden in de buurt van de tweede torii van een sjintoheiligdom.
De sokkel (kiso) en het middenplatform (chūdai) zijn zeshoekig van vorm en hebben een versiering van lotusbloemblaadjes (renben). De stam (sao) is cilindrisch.
De vuurkamer (hibukuro) is vierkant of zeshoekig. Twee zijden van de vuurkamer kunnen geopend om een olielamp toe te laten (ensō); de resterende vier zijden worden respectievelijk gesneden met een hert, een hinde, de zon en de maan. De vuurkist (hibukuro) is zeshoekig en heeft gravures die herten, de zon of de maan voorstellen.
De paraplu (kasa) is klein en heeft zes of acht zijden met warabite op de hoeken. Het dak wordt bekroond door een sierknop, het 'heilige juweel' (hōju) op een omgekeerd komvormige basis (fukobachi).
| Kasuga-dōrō - tuinlantaarns |
| --- |
| - Lantaarn op sandō van Kasuga Grand Shrine Kasuga-dōrō - Taisha Kasuga-dōrō - Kasuga-dōrō in the Ikeda-shi Garden - Taisha Kasuga-dōrō - Kasuga-dōrō, kiso met treden - Taisha Kasuga-dōrō - Taisha Kasuga-dōrō - Briarcliff Kasuga-dōrō - Nara Kasuga-dōrō - Kasuga Grand Shrine Kasuga-dōrō - Kasuga-dōrō |

### Miyatachigata tōrō
Miyatachigata tōrō (宮立形燈籠) worden vierkante lantaarns of schrijnvormige lantaarn genoemd. Het zijn stenen lantaarns (Ishi-dōrō). Miyatachigata tōrō heeft een piramidevormig dak (kasa) dat in de hoeken naar boven buigt (warabite). De vuurkamer (hibukuro) daaronder is aan alle vier de zijden open. De lantaarn wordt ook een "vierkante lantaarn" genoemd.
| Miyatachigata tōrō - vierkante lantaarns |
| ---------------------------------------- |
| - Jodono Ishi-dōrō                       |

### Nozura-dōrō2
Nozura-dōrō (野面灯籠) zijn lantaarns gemaakt met ruwe, ongepolijste stenen. Ze worden vaak in tuinen geplaatst.
| Nozura-dōrō - ruw-stenen lantaarns                                                                  |
| --------------------------------------------------------------------------------------------------- |
| - Lantaarn bij Suzuka Pass, Tōkaidō - Lantaarn in een mostuin - Lantaarn bij Atago-jinja - Kamakura |

### Nuresagigata tōrō
Nuresagigata tōrō of Nuresagi-dōrō is een stenen lantaarn (ishi-dōrō), die doet denken aan een op één poot staande reiger. Nuresagigata tōrō worden gewoonlijk in parkachtige tuinen geplaatst.
De paraplu (kasa) suggereert de vleugels van een reiger in rust met opgevouwen vleugels. Warabite ontbreken, zodat er een gladde dakrand ontstaat. De schacht (sao) is rond op doorsnede en heeft drie ribbels: onder, midden en boven. De vuurkamer (hibukuro) heeft decoratie van een vogel-reliëf: een kraanvogel of een reiger. Renben 蓮弁 (gestileerde lotusbloem) boven de schacht (sao) en onder het middenplatform (chūdai 中台) en kaeribana 反花 (gestileerde omgekeerde lotus, met de blaadjes naar beneden) tussen de sokkel (kiso) en de schacht zijn aanwezig.
| Nuresagigata tōrō                     |
| ------------------------------------- |
| - Nuresagi-dōrō in Kyu furukawa teien |

### Okunoingata tōrō
Okunoingata tōrō (奥の院形燈籠) of Okunoin lantaarn is een zeshoekige stenen lantaarn (ishi-dōrō), gemodelleerd naar die in het district Okunoin van het heiligdom Kasuga in Nara. De twaalf dieren van de Chinese dierenriem zijn uitgesneden aan de zijkanten van het middenplatform (chūdai).
| Nuresagigata tōrō                    |
| ------------------------------------ |
| - Okunoin-dōrō in Kyu furukawa teien |

### Sangatsudōgata tōrō
Sangatsudōgata tōrō (三月堂形燈籠) is een stenen lantaarn, vormgegeven naar een origineel voor de Hokkedō-hal (ook bekend als Sangatsudō-hal) van de Tōdaiji-tempel. Het origineel is gemaakt in de Kamakura-periode.

### Shiratayūgata tōrō
Shiratayūgata tōrō (白太夫形燈籠) of Shiratayū lantaarn is een type zeshoekige stenen lantaarn (Ishi-dōrō) gebaseerd op een origineel dat zou dateren uit de Kamakura-periode. De motieven op de zijvlakken (nakaku) van de vuurkamer (hibukuro) zijn de zon met wolken, de maan met wolken, een dennenboom of een pruimenboom.

### Shinzengata tōrō
Shinzengata tōrō (神前形灯籠) is een lantaarntype dat werd ontworpen na de Edo-periode voor exclusief gebruik voor votieflichten bij heiligdommen. Het wordt niet in tuinen gebruikt. Deze vierzijdige lantaarns zijn tamelijk hoog; de stam (sao) is kort en is breder aan de boven- en onderkant. De sokkel (kiso) is opgebouwd uit twee of drie niveaus. Om de lantaarn aan te kunnen steken worden soms treden toegevoegd.
| Shinzengata tōrō - votieflantaarn |
| --- |
| - Ashimori schrijn - Iwazu-ten'man-gū Shintō Shrine - Itsukushima lantaarn en torii - Pad met lantaarns naar Kamishikimi Kumanoimasu Shrine - Hashimoto Touge vuurtoren - Itsukushima lantaarn |

### Uzumasagata tōrō
Uzumasagata tōrō (太秦形燈籠) of Uzumasa-dōrō is een type stenen lantaarn (ishi-dōrō) met een vierkant dak (kasa) en een zeskantige vuurkamer (hibukuro). De stam (sao) heeft een cilindrische vorm met een ring als decoratie. Het type is genoemd naar een voorbeeld in de Kōryūji-tempel in Uzumasa, Kyoto.

### Yose-dōrō
Yose-dōrō (寄燈籠) is een samengestelde stenen lappendeken-lantaarn. Yose-dōrō is samengesteld uit onderdelen van verschillende andere stenen lantaarns.

### Yūnoki-dōrō
Yūnoki-dōrō (Yuzunogi-lantaarn). De tweede oudste stenen lantaarn in Japan, gevonden bij Kasuga Shrine, is een yūnoki-dōrō stenen lantaarn. Deze stijl gaat minstens terug tot de Heian-periode. De paal (sao heeft ringen gesneden aan de onderkant, midden en bovenkant, en de zeshoekige basis en het middenplatform (chuudai) zijn gesneden met lotussen. De paraplu (kasa) is eenvoudig en heeft geen warabite noch een ukebana. De yunoki-dōrō lijkt voort te vloeien uit een citrusboom die gewoonlijk in de buurt staat van de lantaarn in Kasuga Shrine. Dit type lantaarn werd populair in de tuinen van het theehuis tijdens de Edo-periode.

### Zendōjigata tōrō
Zendōjigata tōrō (善導寺形灯籠) is een type lantaarn naar de smaak van de Edo-periode en te vinden in de tuin van Zendōji, Kyoto. Zes halfbolvormige zwellingen omringen de basis en zijn geïnterpreteerd als transformaties van halve lotusbloemblaadjes. De stam (sao) is zonder versieringen. Het middenplatform (chuudai) is zeszijdig en de vuurkamer (hibukuro) en dak (kasa) zijn zwaar uitgevoerd. Het vlamverlichtingsvenster (ensō) is verhoudingsgewijs klein en het juweel (hōju) is groot en bovenaan afgeplat.